# Carlos Rabascall
Carlos Xavier Rabascall Salazar (Guayaquil, 3 de septiembre de 1960) es un periodista, ingeniero comercial, empresario, consultor político y político ecuatoriano. En 2017 fue miembro del Frente de Transparencia y Lucha Contra la Corrupción, organismo encargado de proponer políticas de prevención de la corrupción en el sector público y privado. En 2021 fue parte del binomio de Unión por la Esperanza junto Andrés Arauz, en las elecciones presidenciales de Ecuador de 2021. Fue candidato en las Elecciones presidenciales de Ecuador de 2025 por el partido Izquierda Democrática.

## Biografía
Nació en Guayaquil el 3 de septiembre de 1960 en el seno de una familia de clase media. A causa de los efectos del fármaco llamado Talidomida que afectaba a la formación del neonato nació sin una pierna, una situación que le generó una "infancia dura por la discriminación" ha explicado posteriormente. Realizó su formación básica en el Colegio La Salle y más tarde se graduó como ingeniero comercial en la Universidad Católica de Santiago de Guayaquil. También ha realizado cursos en Finanzas en el IDE y participado en el Programa de Gobernabilidad y Gerencia Política de la Universidad Católica de Guayaquil con el auspicio de la George Washington University.
Está casado con la abogada colombo ecuatoriana Ana María Melendez Ramírez. Tiene tres hijos: Carlos Xavier Rabascall Ayoub; Miguel Andrés Rabascall Ayoub ; José Luis Rabascall Hidalgo.

### Trayectoria periodística
Empezó en la comunicación en 2004, cuando Alfredo Adum, gerente del Grupo Caravana lo invitó a conducir un programa de entrevistas. Entre 2004 y 2017 animó diversos espacios de entrevistas y opinión primero en medios privados como Grupo Caravana, Cablevisión, TC, hasta llegar al canal público Ecuador TV, medio en el que trabajó desde agosto de 2014 como colaborador externo. En  2016 fue distinguido con el Premio "Eloy Alfaro, Símbolo de Libertad” de la Confederación Nacional de Periodistas del Ecuador como mejor entrevistador de la televisión ecuatoriana. En diciembre 2017 renunció a los programas que dirigía en el canal público Ecuador TV declarando que existía una "diferencia de criterios sobre la línea editorial". 
También a través de la empresa de comunicación que lleva su nombre, ha trabajado nacional e internacionalmente  en comunicación estratégica y como consultor político en campañas presidenciales, de asambleístas y de prefecturas.

### Trayectoria académica
En el ámbito académico ha sido miembro del Consejo Directivo de la facultad de Economía y Administración de la Universidad Católica de Santiago de Guayaquil, y ha sido profesor de sus facultades de Economía e Ingeniería de Sistemas.[cita requerida]

### Trayectoria institucional
Rabascall ha trabajado como consultor sobre análisis de impactos de la política pública en sectores productivos, temas de economía social y solidaria y desarrollos locales relacionados con la equidad territorial.  Durante la presidencia del Arq. Sixto Durán Ballén ocupó el cargo de director de Desarrollo Institucional de la extinta Secretaría Nacional de Desarrollo Administrativo (SENDA), organismo adscrito a la Presidencia de la República, que tenía por objetivo era la formulación del Plan Nacional de Eficiencia y Desarrollo del Estado. Además formó parte del Consejo Nacional de Modernización del Estado (CONAM), organismo encargado de planificar, ejecutar y evaluar el proceso de modernización del Estado, en áreas como descentralización, desconcentración administrativa, desburocratización, desmonopolización,  y delegación de servicios públicos a la iniciativa privada.
En los inicios del Gobierno de Lenín Moreno fue uno de los nueve integrantes de Frente de Transparencia y Lucha Contra la Corrupción creado en junio de 2017.
Actualmente es socio fundador y gerente general de Estratego Consulting (Murliza S.A.) y; socio fundador y Presidente de la Fundación Equidad y Desarrollo.

### Candidatura a la vicepresidencia de Ecuador
En enero de 2020 en su calidad de independiente anunció su intención de participar en las elecciones presidenciales de Ecuador en 2021 reclamando "la unificación del progresismo" construyendo una "opción ciudadana". El 16 de septiembre de 2020 Unión por la Esperanza coalición de organizaciones Compromiso Social  y el movimiento Centro Democráticomás una serie de organizaciones sociales  anunciaron que sería el candidato a la vicepresidencia de Ecuador por el partido Centro Democrático en la candidatura liderada por Andrés Arauz después del fallo judicial que impidió postularse al expresidente Rafael Correa. Fue el propio Correa quien dio la noticia de la candidatura de Rabascall a través de las redes sociales.
El 9 de diciembre de 2020 el Tribunal Contencioso Electoral confirmó que no existen objeciones en contra de la candidatura de Andrés Arauz y Carlos Rabascall, auspiciados por la alianza electoral Unión por la Esperanza formando parte de la dupla número 16.
El binomio luego de haber triunfado en la primera vuelta fue derrotado en la segunda vuelta electoral en las elecciones del 11 de abril del 2021 contra el candidato Guillermo Lasso y Alfredo Borrero del partido político Movimiento Creo.

### Candidatura a la Presidencia
En 2024 se afilió al partido Izquierda Democrática, que lo postuló a la Presidencia de la República en las elecciones de 2025.  Tras la primera vuelta electoral, el Consejo Nacional Electoral promulgó los resultados que certificaron que Rabascall, en conjunto con su binomio Alejandra Rivas, había obtenido 22.269 votos válidos, lo que representa apenas el 0,22% del padrón electoral registrado para dichos comicios.

## Premios y reconocimientos
- 2016,  Premio "Eloy Alfaro, Símbolo de Libertad” de la Confederación Nacional de Periodistas del Ecuador como mejor entrevistador de la televisión ecuatoriana.[cita requerida]